# Scopula dimoera
Scopula dimoera là một loài bướm đêm trong họ Geometridae.